# Timothée Modibo-Nzockena
Timothée Modibo-Nzockena (Mbomo, República do Congo, 1 de janeiro de 1950 - 24 de março de 2016) foi um clérigo congolês e bispo católico romano de Franceville, no Gabão.
Timothée Modibo-Nzockena recebeu o sacramento da ordenação para a diocese de Franceville em 22 de junho de 1980.
Em 8 de novembro de 1996, o Papa João Paulo II o nomeou Bispo de Franceville. O Cardeal Prefeito da Congregação para a Evangelização dos Povos, Jozef Tomko, ordenou-o bispo em 11 de janeiro de 1997; Os co-consagradores foram o Arcebispo de Libreville, André Fernand Anguilé, e o Bispo de Oyem, Basile Mvé Engone SDB.